# Brandon Maïsano
Brandon Maïsano (Cannes, 24 juni 1993) is een Frans autocoureur.

## Carrière
Maïsano begon zijn autosportcarrière in 2004 in het karting en won het Franse kartkampioenschap en de Monaco Kart Cup in de KF3-klasse in 2008. In 2009 won hij de Tropheo Andrea Margutti en de South Garda Winter Cup.
In 2010 maakte Maïsano de overstap naar het formuleracing, waarbij hij zijn debuut maakte in de Formule Abarth voor het team BVM - Target Racing. Daarnaast werd hij ook opgenomen in de Ferrari Driver Academy. Hij behaalde vier overwinningen op het Autodromo dell'Umbria, het Autodromo Enzo e Dino Ferrari, het Autodromo Vallelunga en het Autodromo Nazionale Monza en werd met nog drie andere podiumplaatsen kampioen met 128 punten.
In 2011 maakte Maïsano zijn Formule 3-debuut in het Italiaanse Formule 3-kampioenschap voor BVM - Target. Hij behaalde twee overwinningen op het Autodromo di Franciacorta en op Vallelunga en eindigde met nog vier andere podiumplaatsen achter Sergio Campana, Michael Lewis en Raffaele Marciello als vierde in het kampioenschap met 116 punten.
In 2012 bleef Maïsano in de Italiaanse Formule 3 rijden, maar stapte hij over naar het Prema Powerteam. Het kampioenschap was dat jaar opgesplitst in een Europees en een Italiaans kampioenschap. In beide kampioenschappen eindigde hij met drie overwinningen op het Circuit Mugello en het Misano World Circuit achter Riccardo Agostini en Eddie Cheever III als derde.
In 2013 verloor Maïsano de steun van Ferrari. Dat jaar reed hij slechts één raceweekend in de Europese F3 Open voor het team DAV Racing in het raceweekend op Spa-Francorchamps. In de eerste race eindigde hij als vijfde, maar in de tweede race werd hij niet geklasseerd, waardoor hij met 10 punten als zeventiende in het kampioenschap eindigde.
In 2014 reed Maïsano in het nieuwe Italiaanse Formule 4-kampioenschap voor het Prema Powerteam. Omdat hij met 21 jaar te oud was om mee te kunnen strijden om het hoofdkampioenschap, kwam hij uit in de Trophy-klasse. Met 17 overwinningen uit 21 races in deze klasse, waaronder 6 overwinningen in de races, werd hij overtuigend kampioen in deze klasse met 406 punten.
In 2015 stapt Maïsano over naar het Europees Formule 3-kampioenschap, waarin hij voor het Prema Powerteam blijft rijden. Na acht van de elf raceweekenden verbrak hij zijn contract met het team vanwege een gebrek aan motivatie. Enkele weken later werd bekend dat hij dat jaar vanaf het raceweekend op Monza instapt bij het team Campos Racing in de GP3 Series.